# Laura Valentini
Laura Valentini ist eine italienische Philosophin und Hochschullehrerin, die seit 2021 den Lehrstuhl für Philosophie und politische Theorie an der Universität München innehat.

## Werdegang
Laura Valentini begann ihr Studium im Jahr 2000 an der Universität Pavia. 2005 machte Valentini einen Abschluss in Politikwissenschaft an der Universität Pavia und Master-Abschluss in Rechts- und politischer Theorie am University College London. Die Promotion in Politischer Philosophie folgte im Jahr 2008 am University College London. In den Jahren 2008 bis 2012 war sie Junior Research Fellow in Politikwissenschaft am Queen’s College der Oxford University, 2009 und 2010 war Valentini zudem Postdoctoral Fellow in „Democracy and Human Values“ an der Princeton University.
Als Lecturer in Political Philosophy arbeitete Valentini in den Jahren 2012 und 2013 am Londoner University College, im Anschluss arbeitete sie bis zum Jahr 2020 als Associate Professor für Politikwissenschaft am London School of Economics and Political Science. 
Am King’s College London hatte Valentini 2020 und 2021 eine Professur für Philosophie, Politik und Wirtschaft inne. Seit 2021 ist sie Gastprofessorin am King’s College London sowie Inhaberin des Lehrstuhls für Philosophie und politische Theorie an der Universität München.

## Forschungsschwerpunkte
Valentinis Forschungsschwerpunkte liegen in der zeitgenössischen politischen und sozialen Philosophie. Zu ihren besonderen Interessen zählen globale Gerechtigkeit, Demokratie, Freiheit, (Menschen-)Rechte, politische Verpflichtung, die Methodik der politischen Theorie sowie die Beziehung zwischen Moralphilosophie und sozialer Ontologie.

## Publikationen (Auswahl)
- Laura Valentini: Morality and Socially Constructed Norms. Oxford University Press, 2023, ISBN 978-0-19-193811-5, doi:10.1093/9780191938115.001.0001 (oup.com).
- Laura Valentini: Social Liberal or Cosmopolitan? In: Global Justice : Theory Practice Rhetoric. Band 2, 1. Januar 1970, ISSN 1835-6842, doi:10.21248/gjn.2.0.18.
- Laura Valentini: Theories of International Justice. Oxford University Press, 25. Juni 2013, doi:10.1093/obo/9780199743292-0133 (oxfordbibliographies.com).